# HD 115404
HD 115404 is een tweevoudige ster met een spectraalklasse van K2.V en M1.V. De ster bevindt zich 35,83 lichtjaar van de zon.